# مأمور ما در کراچی
مأمور ما در کراچی فیلمی به کارگردانی و نویسندگی محمدرضا فاضلی ساختهٔ سال ۱۳۵۲ است.

## بازیگران
- محمدرضا فاضلی
- رکسانا
- ساقی
- ترانه
- کمال ایرانی
- پاشا
- ظهور
- انصاری
- نیکو
- شاهین
- هادی
- سعید
- افضل
- حمید
- نورخان
- معراج
- شریف
- آقاجان ایرانی
- شرافت آزاد